# Hu Zhigang
Hu Zhigang (Shanghái, China; 29 de febrero de 1944) es un exfutbolista y exentrenador de fútbol de China que jugaba en la posición de guardameta.

## Carrera

### Club
Jugó toda su carrera con el Shanghái Shenhua de 1965 a 1976, equipo con el que fue subcampeón nacional en 1973.

### Selección nacional
Jugó para China de 1975 a 1976 en 10 partidos, y participó en la Copa Asiática 1976.

### Entrenador
| Periodo   | Club            |
| --------- | --------------- |
| 1994–1995 | Shenzhen FC     |
| 1996      | Shanghái Yuyuan |
| 1997      | Jiangsu Gige    |
| 1999      | Wuhan Hongtao K |
| 2000      | Bayi            |
| 2004      | Xi'an Anxinyuan |